# Ilha de Santo Amaro
A Ilha de Santo Amaro é uma ilha situada no centro do litoral de São Paulo, no Brasil. Se localiza ao nordeste da Ilha de São Vicente e ao nordeste da baía de Santos. Possui uma superfície de 143 quilômetros quadrados. Em seu território, se localiza o município do Guarujá. No estuário que a separa da Ilha de São Vicente, foi construído o porto de Santos, um dos maiores do mundo.
O acesso ao continente é feito por uma ponte na rodovia Piaçaguera-Guarujá e pela Travessia Santos-Guarujá de balsas que ligam a ilha de Santo Amaro e o bairro da Ponta da Praia, no município de Santos. Há, também, o transporte por balsas para Bertioga. Além destas, há um serviço de transporte de passageiros através de embarcações com capacidade para dezenas de passageiros que partem de um terminal no porto, próximo à alfândega de Santos e de Vicente de Carvalho. Da bacia do mercado, partem pequenas embarcações que também transportam passageiros em menor número, conhecido como catraia (onde centenas de universitários usam como meio de transporte para chegar ao centro de estudos na cidade santista).

## História
Na sua obra "A Expedição de Martim Afonso de Sousa", o comandante Eugênio de Castro cita que o antigo nome da ilha era "Ilha do Sol", pois ficava mais perto "de onde o sol nascia, ou no rumo em que entre janeiro e maio mais se confundisse com o nascer do sol...", o que motivou tal denominação. Já os índios tupiniquins chamavam a ilha de Guaimbé, Guaibê ou Guaimbê, devido a uma abundante planta na ilha. Com a construção de uma capela dedicada a Santo Amaro em uma de suas praias, a ilha passou a ser conhecida até hoje com esse nome.